# Lista de mamíferos ameaçados do Brasil
|  | Lista de anfíbios ameaçados do Brasil |  | Lista de aves ameaçadas do Brasil |  | Lista de mamíferos ameaçados do Brasil |  | Lista de répteis ameaçados do Brasil |  |

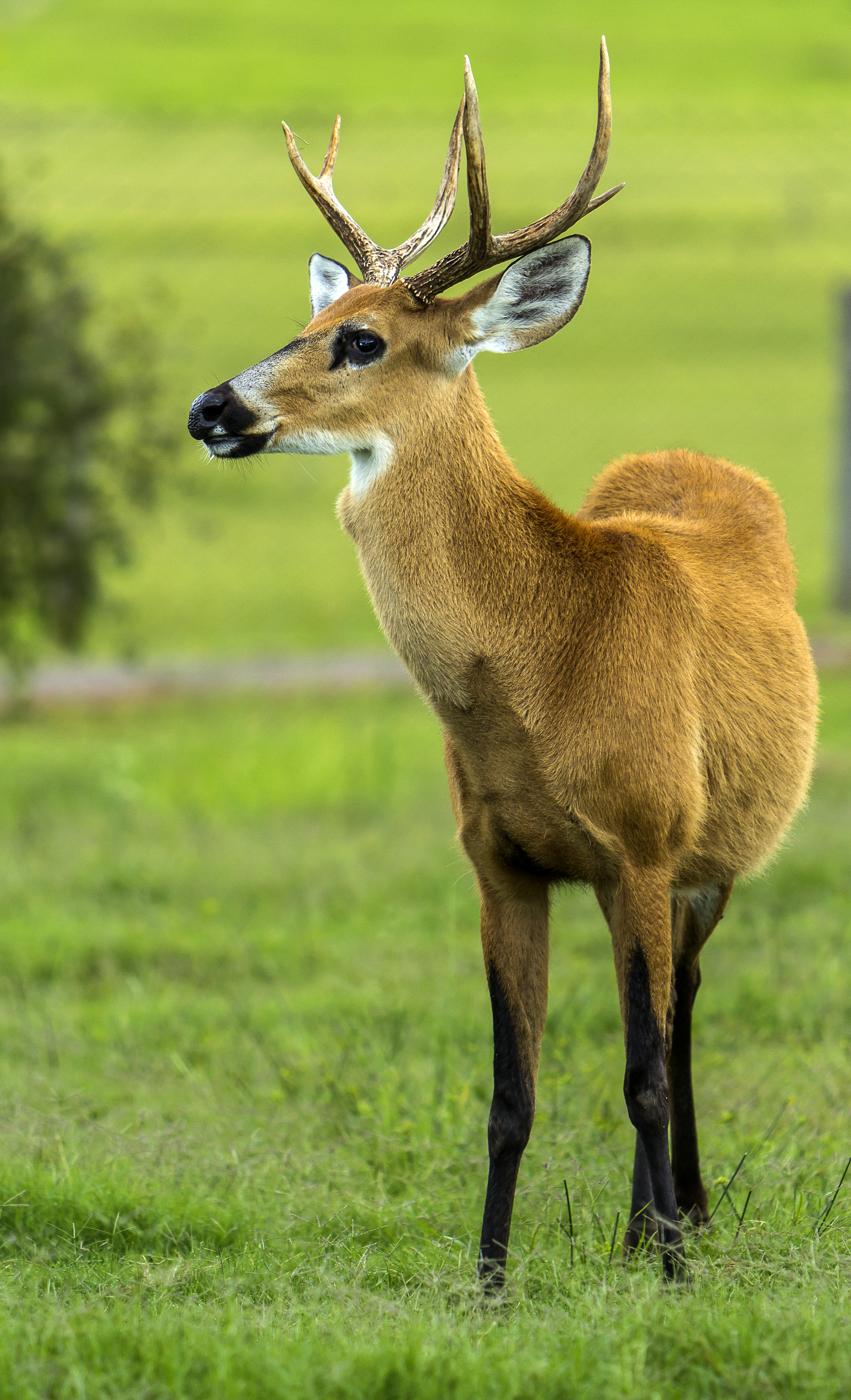
O cervo-do-pantanal (Blastocerus dichotomus) é uma espécie vulnerável segundo o ICMBio e a IUCN.

Existem mais de 700 espécies de mamíferos no Brasil, e de acordo com o Instituto Chico Mendes de Conservação da Biodiversidade (ICMBio) e o Ministério do Meio Ambiente (MMA) existem 110 espécies e subespécies dessa classe considerados ameaçados de extinção e um extinto no Brasil, utilizando os mesmos critérios e categorias adotadas pela União Internacional para a Conservação da Natureza e dos Recursos Naturais (IUCN). Das 12 ordens de mamíferos que ocorrem no Brasil, 11 estão com espécies ameaçadas de extinção, exceto a ordem Lagomorpha (com apenas uma espécie, o tapiti, Sylvilagus brasiliensis). Apesar da ordem Rodentia (os roedores, como as cutias, os preás e os ratos) ser a mais diversa em espécies, é a ordem Primates com o maior número de espécies com risco de extinção (34 espécies).
A última lista de espécies ameaçadas foi publicada no Diário Oficial da União, pela Portaria número 444, de 17 de dezembro de 2014. Apesar de ter tido espécies que foram retiradas da lista (como a baleia-jubarte, Megaptera novaeangliae), o número aumentou significativamente comparada com a última lista do Ministério do Meio Ambiente de 2003 (que possuía 69 espécies isso ao  e verdade  e subespécies). Dentre as espécies que não estavam na última lista e foram incluídas estão a anta (Tapirus terrestris), a queixada (Tayassu pecari), o cachorro-do-mato-de-orelhas-curtas ( Atelocynus microtis) e diversas espécies de roedores (sendo que a maior parte das espécies foram incluídas graças ao aumento do conhecimento a cerca do real estado de conservação desses taxa). Deve-se salientar que o estado de conservação dessas espécies podem variar ao longo de sua distribuição geográfica, e muitas delas podem estar ameaçadas apenas regionalmente. Outro ponto importante é que apesar da lista do ICMBio ter usado os mesmos critérios e categorias da IUCN, frequentemente a avaliação tem conclusões diferentes: muitas espécies não consideradas em extinção pela IUCN foram incluídas na lista do ICMBio, enquanto outras foram consideradas com grau de ameaça mais baixo. Isso se deve às avaliações terem sido feitas por grupos de pesquisas diferentes em momentos diferentes.
A maior parte dos mamíferos brasileiros são considerados como espécies vulneráveis, mantendo o mesmo padrão da lista de 2003. Entretanto, contrastando com a lista antiga, uma espécie é considerada extinta (o rato-de-noronha, Noronhomys vespuccii) e duas como provavelmente extinta (PEx, categoria utilizada pelo ICMBio).

## Lista de mamíferos ameaçados - ICMBio e MMA (2014)

### OrdemDidelphimorphia(gambás)
Família Didelphidae

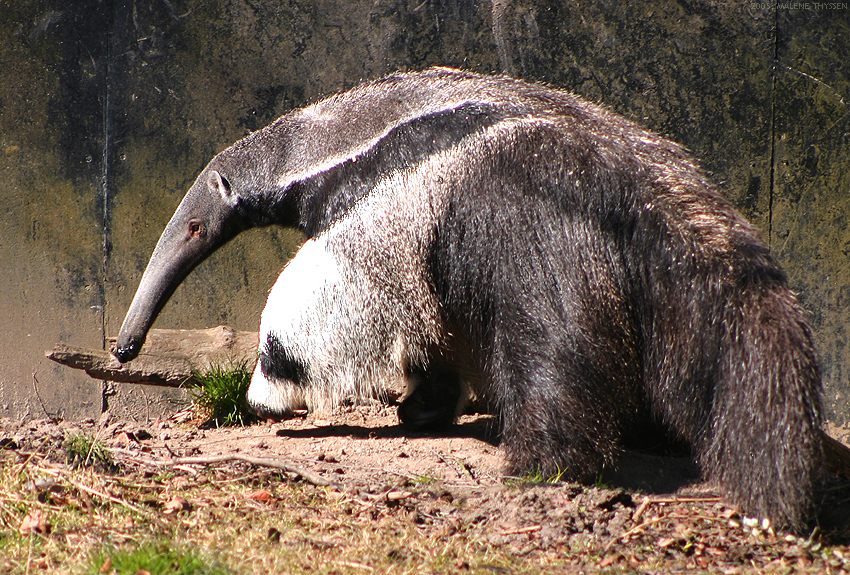
O tamanduá-bandeira (Myrmecophaga tridactyla) é uma espécie vulnerável.

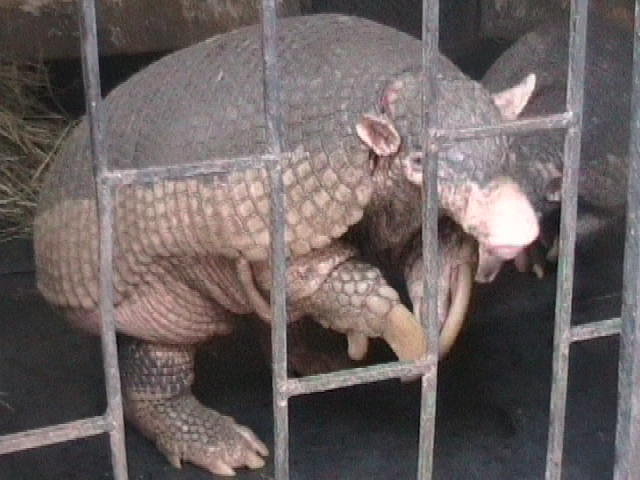
O tatu-canastra (Priodontes maximus) é uma espécie vulnerável.

- Caluromysiops irrupta (cuíca-de-colete) LC IUCN - Estado ICMBio CRPEx
- Marmosops paulensis (cuíca) LC IUCN - Estado ICMBio VU
- Thylamys macrurus (catita) NT IUCN - Estado ICMBio EN
- Thylamys velutinus (catita) LC IUCN - Estado ICMBio VU

### OrdemPilosa(tamanduás e preguiças)
Família Bradypodidae (preguiças de três dedos)
- Bradypus torquatus (preguiça-de-coleira) VU IUCN - Estado ICMBio VU

Família Myrmecophagidae (tamanduás)
- Myrmecophaga tridactyla (tamanduá-bandeira) VU IUCN - Estado ICMBio VU

### OrdemCingulata(tatus)
Família Dasypodidae
- Priodontes maximus (tatu-canastra) VU IUCN - Estado ICMBio VU
- Tolypeutes tricinctus (tatu-bola-da-caatinga) VU IUCN - Estado ICMBio VU

### OrdemChiroptera(morcegos)
Família Furipteridae
- Furipterus horrens LC IUCN - Estado ICMBio VU

Família Natalidae
- Natalus macrourus NE - Estado ICMBio VU

Família Phyllostomidae
- Glyphonycteris behnii DD IUCN - Estado ICMBio VU
- Lonchophylla aurita (NR) - Estado ICMBio VU
- Lonchophylla dekeyseri NT IUCN - Estado ICMBio VU
- Xeronycteris vieirai DD IUCN - Estado ICMBio VU

Família Vespertilionidae
- Eptesicus taddeii (NR) - Estado ICMBio VU

### OrdemPrimates(bugios, saguis, macacos, mico-leões)

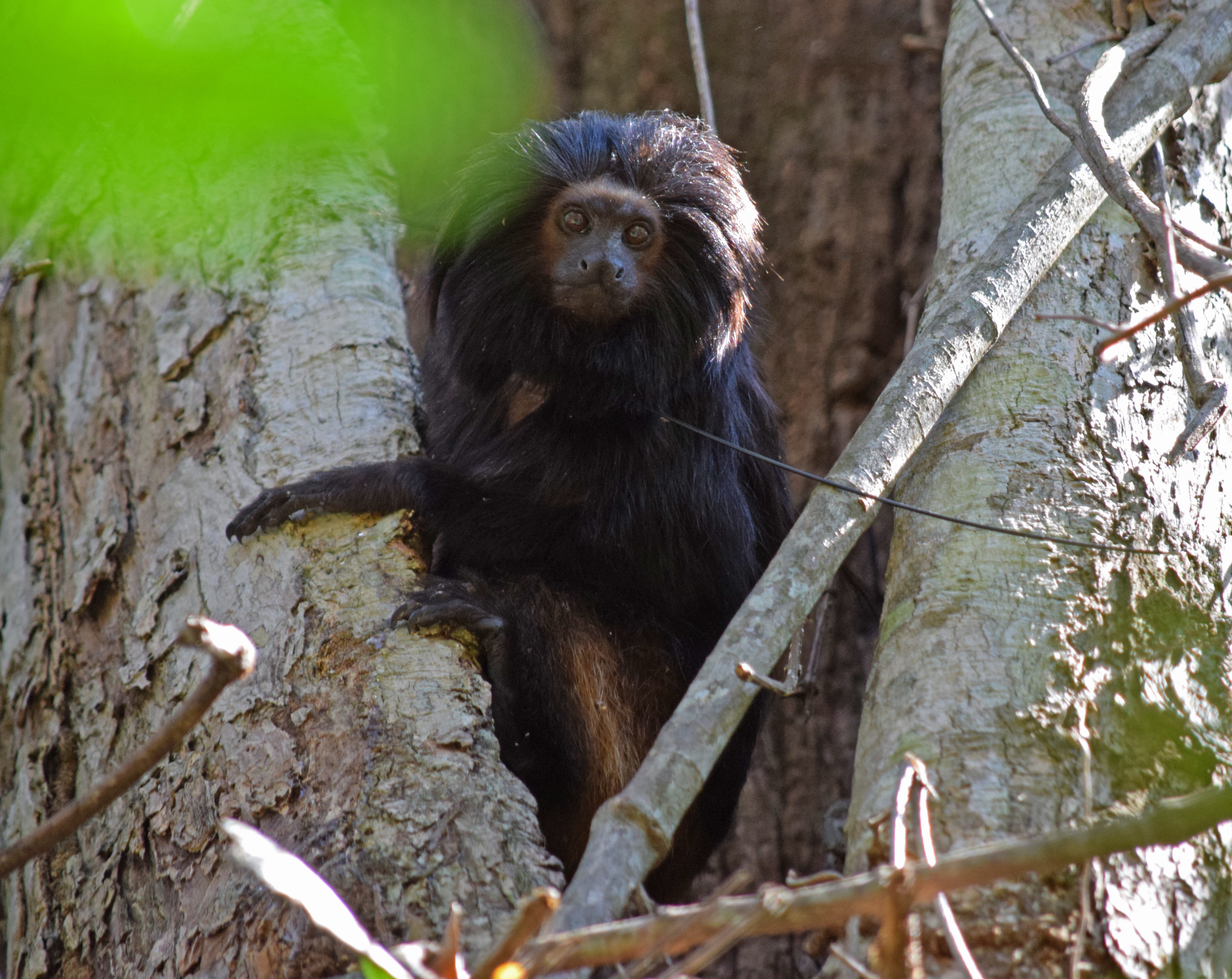
O mico-leão-preto (Leontopithecus chrysopygus) é uma espécie em perigo do interior de São Paulo.

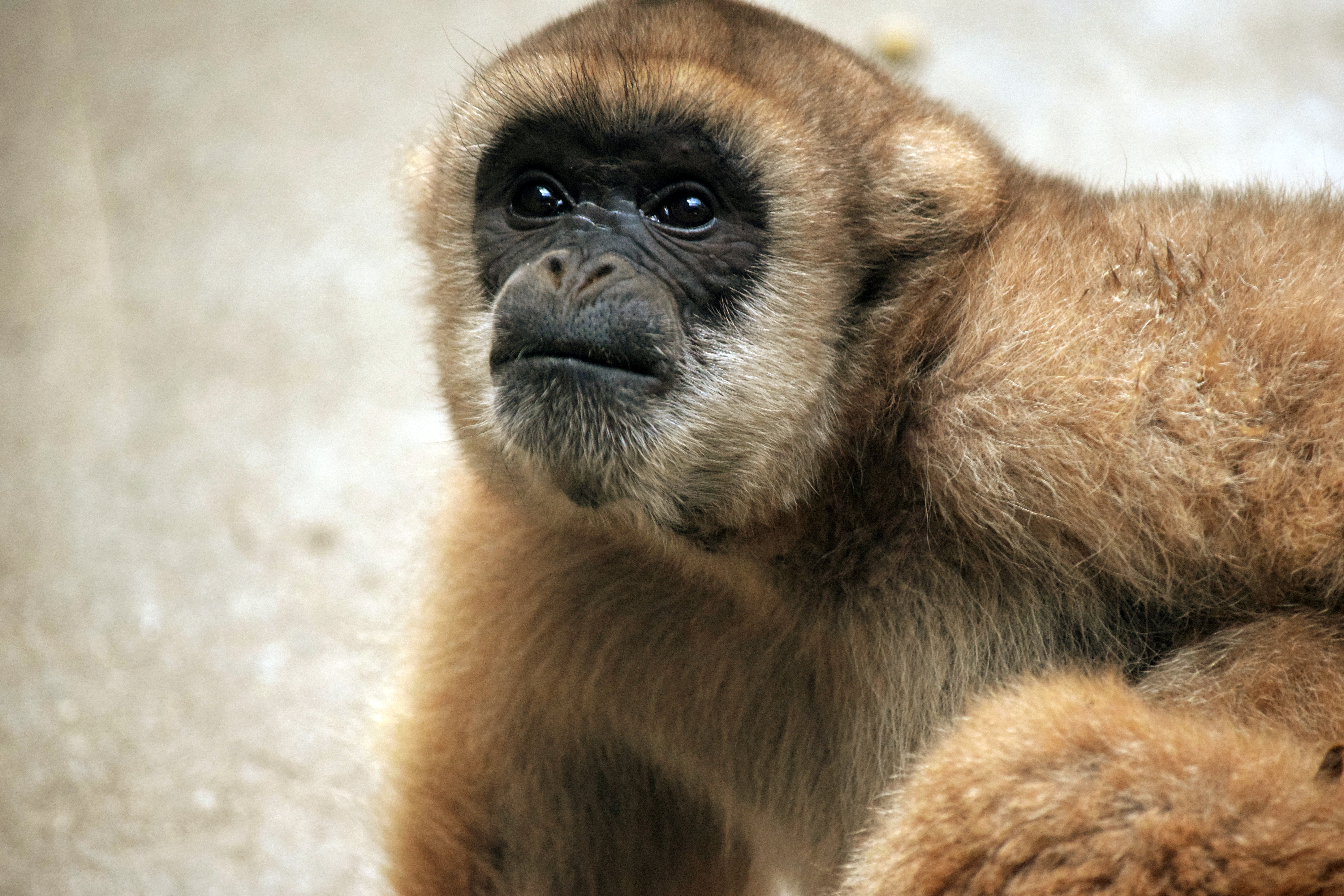
O muriqui-do-sul (Brachyteles arachnoides) é uma espécie em perigo da Mata Atlântica do litoral de São Paulo e Paraná.

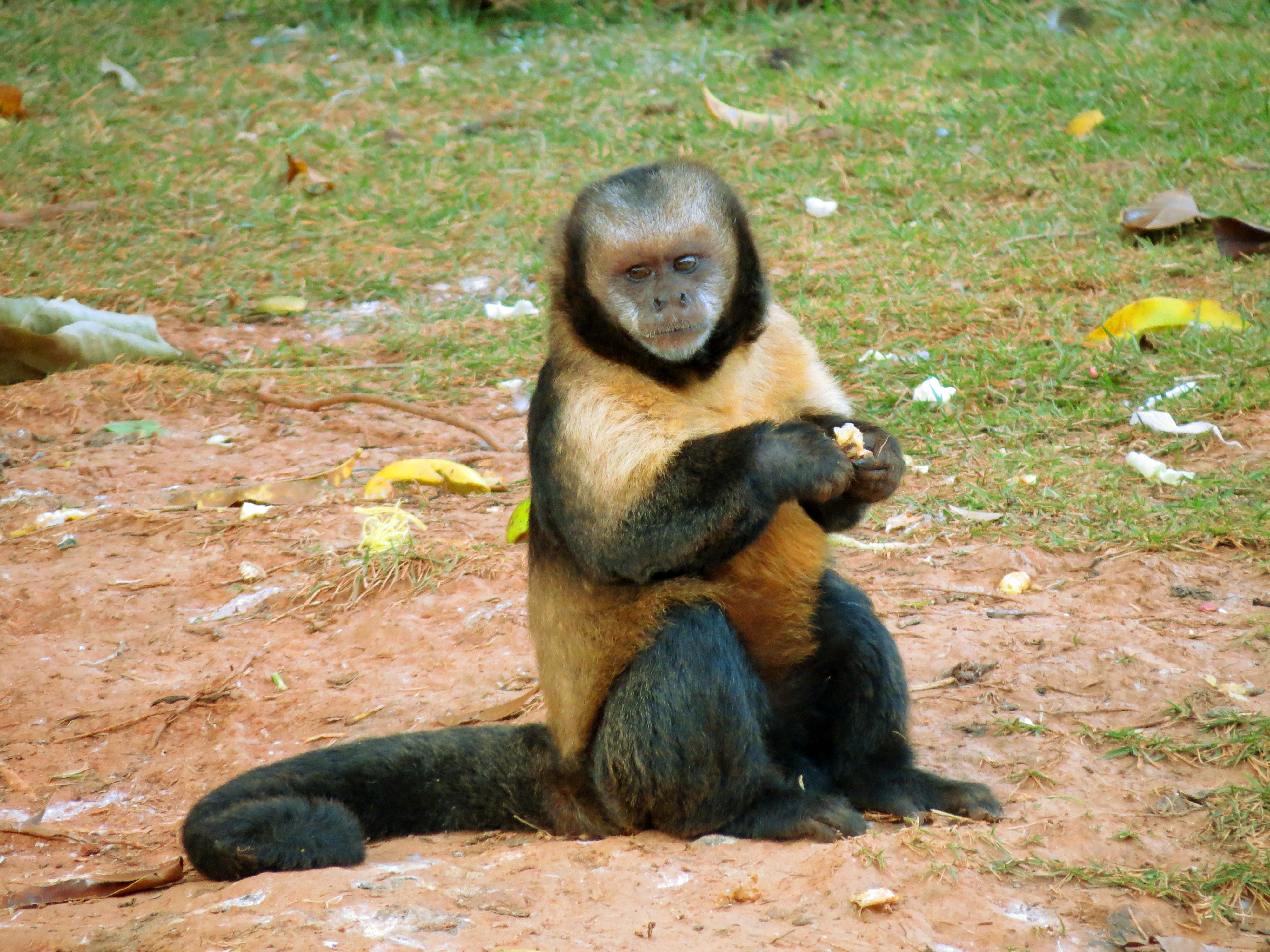
O macaco-prego-do-peito-amarelo (Sapajus xanthosternos) é uma espécie em perigo da Mata Atlântica do Sul da Bahia.

Família Atelidae (macacos-aranhas, bugios, muriquis, macacos-barrigudos)
- Alouatta belzebul (guariba-de-mãos-ruivas) VU IUCN - Estado ICMBio VU
- Alouatta discolor (guariba-de-mãos-ruivas) VU IUCN - Estado ICMBio VU
- Alouatta guariba clamitans (bugio-ruivo) LC IUCN - Estado ICMBio VU
- Alouatta guariba guariba (bugio-ruivo) CR IUCN - Estado ICMBio CR
- Alouatta ululata (guariba-de-mãos-ruivas) EN IUCN - Estado ICMBio EN
- Ateles belzebuth (macaco-aranha) EN IUCN - Estado ICMBio VU
- Ateles chamek (macaco-aranha) EN IUCN - Estado ICMBio VU
- Ateles marginatus (macaco-aranha) EN IUCN - Estado ICMBio EN
- Brachyteles arachnoides (muriqui-do-sul) EN IUCN - Estado ICMBio EN
- Brachyteles hypoxanthus (muriqui-do-norte) CR IUCN - Estado ICMBio CR
- Lagothrix cana cana (macaco-barrigudo) EN IUCN - Estado ICMBio EN
- Lagothrix lagothricha (macaco-barrigudo) VU IUCN - Estado ICMBio VU
- Lagothrix poeppigii (macaco-barrigudo) VU IUCN - Estado ICMBio VU

Família Callitrichidae (saguis e micos-leões)
- Callithrix aurita (sagui-da-serra-escuro) VU IUCN - Estado ICMBio EN
- Callithrix flaviceps (sagui-da-serra) EN IUCN - Estado ICMBio EN
- Leontopithecus caissara (mico-leão-de-cara-preta) CR IUCN - Estado ICMBio EN
- Leontopithecus chrysomelas (mico-leão-de-cara-dourada) EN IUCN - Estado ICMBio EN
- Leontopithecus chrysopygus (mico-leão-preto) EN IUCN - Estado ICMBio EN
- Leontopithecus rosalia (mico-leão-dourado) EN IUCN - Estado ICMBio EN
- Mico rondoni (mico-de-rondônia) VU IUCN - Estado ICMBio VU
- Saguinus bicolor (sauim-de-coleira) EN IUCN - Estado ICMBio CR
- Saguinus niger (sagui-una) VU IUCN - Estado ICMBio VU

Família Cebidae (macacos-pregos, caiararas, micos-de-cheiro)
- Cebus kaapori (caiarara) CR IUCN - Estado ICMBio CR
- Saimiri vanzolinii (mico-de-cheiro) VU IUCN - Estado ICMBio VU
- Sapajus cay (macaco-prego) LC IUCN - Estado ICMBio VU
- Sapajus flavius (macaco-prego-galego) CR IUCN - Estado ICMBio EN
- Sapajus robustus (macaco-prego-de-crista) EN IUCN - Estado ICMBio EN
- Sapajus xanthosternos (macaco-prego-de-peito-amarelo) CR IUCN - Estado ICMBio EN

Família Pitheciidae (uacaris, guigós, parauaçus e cuxiús)
- Cacajao hosomi (uacari) VU IUCN - Estado ICMBio EN
- Callicebus barbarabrownae (guigó-da-caatinga) CR IUCN - Estado ICMBio CR
- Callicebus coimbrai (guigó-de-coimbra-filho) EN IUCN - Estado ICMBio CR
- Callicebus melanochir (guigó) VU IUCN - Estado ICMBio VU
- Callicebus personatus (guigó) VU IUCN - Estado ICMBio VU
- Chiropotes satanas (cuxiú-preto) CR IUCN - Estado ICMBio EN
- Chiropotes utahicki (cuxiú) EN IUCN - Estado ICMBio VU

### OrdemCarnivora(caninos, felinos e parentes próximos)
Família Canidae (caninos)

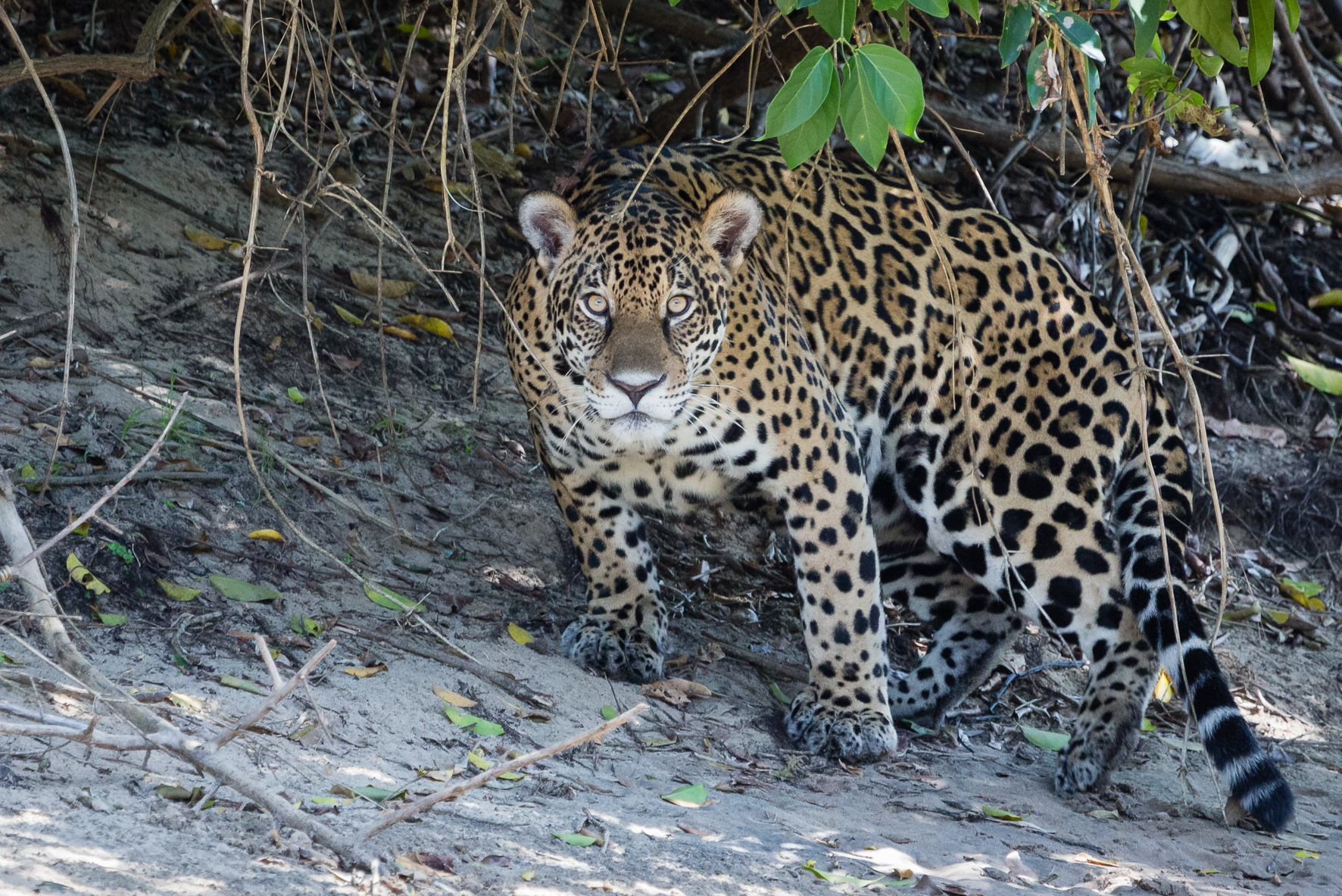
A onça-pintada (Panthera onca) é uma espécie vulnerável de felino.

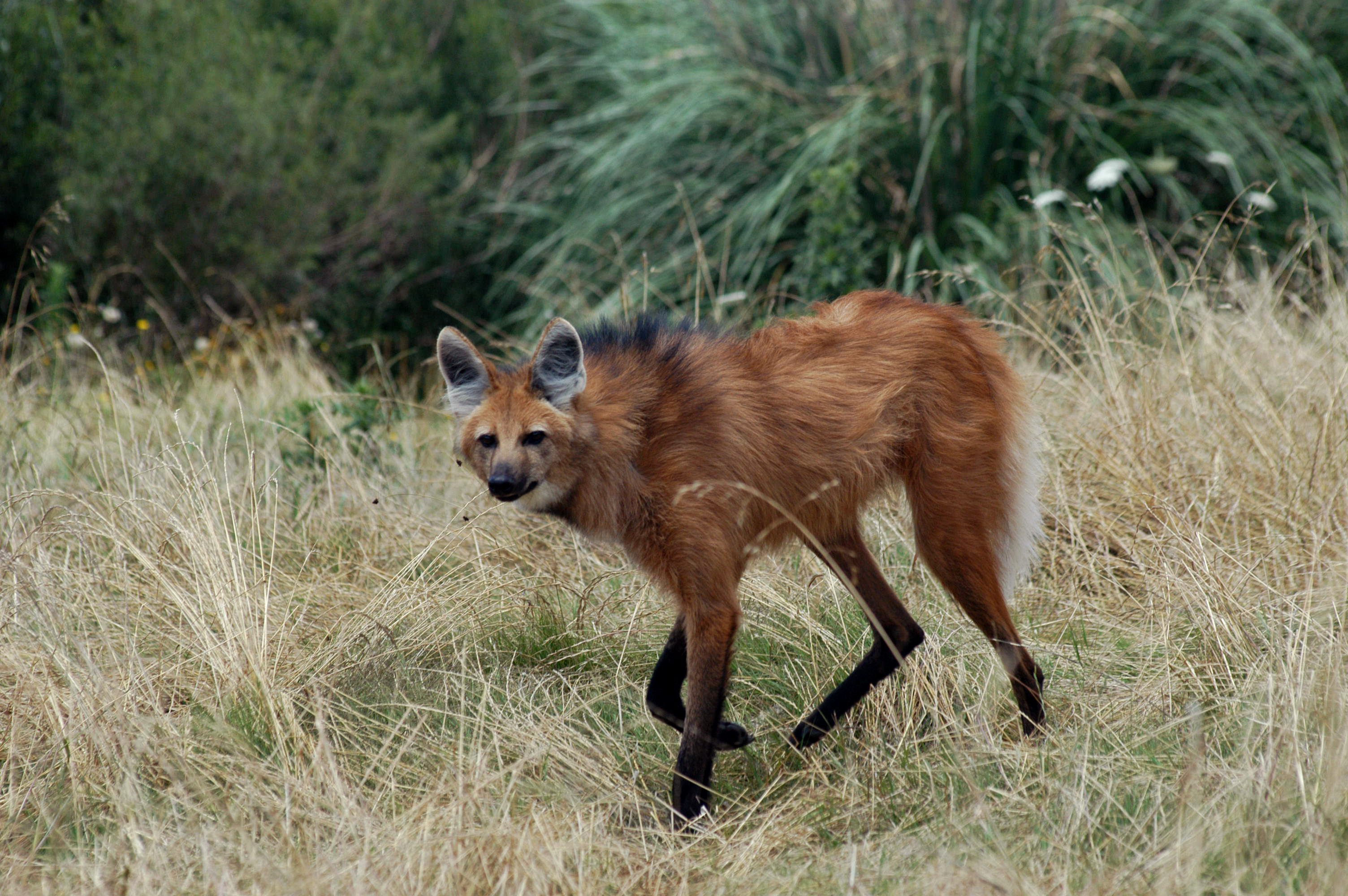
O lobo-guará (Chrysocyon brachiurus) é um canídeo vulnerável.

- Atelocynus microtis (cachorro-do-mato-de-orelhas-curtas) NT IUCN - Estado ICMBio VU
- Chrysocyon brachyurus (lobo-guará) NT IUCN - Estado ICMBio VU
- Lycalopex vetulus (raposa-do-campo) LC IUCN - Estado ICMBio VU
- Speothos venaticus (cachorro-vinagre) NT IUCN - Estado ICMBio VU

Família Mustelidae (lontras)
- Pteronura brasiliensis (ariranha) EN IUCN - Estado ICMBio VU

Família Felidae (felinos)
- Leopardus colocolo (gato-palheiro) NT IUCN - Estado ICMBio VU
- Leopardus geoffroyi (gato-do-mato-grande) LC IUCN - Estado ICMBio VU
- Leopardus guttulus (gato-do-mato) NE - Estado ICMBio VU
- Leopardus tigrinus (gato-do-mato) EN IUCN - Estado ICMBio EN
- Leopardus wiedii (maracajá) NT IUCN - Estado ICMBio VU
- Puma concolor (onça-parda) LC IUCN - Estado ICMBio VU
- Puma yagouaroundi (jaguarundi) LC IUCN - Estado ICMBio VU
- Panthera onca (onça-pintada) NT IUCN - Estado ICMBio VU

### OrdemCetacea(baleias, botos e golfinhos)
Família Balaenidae (baleias)

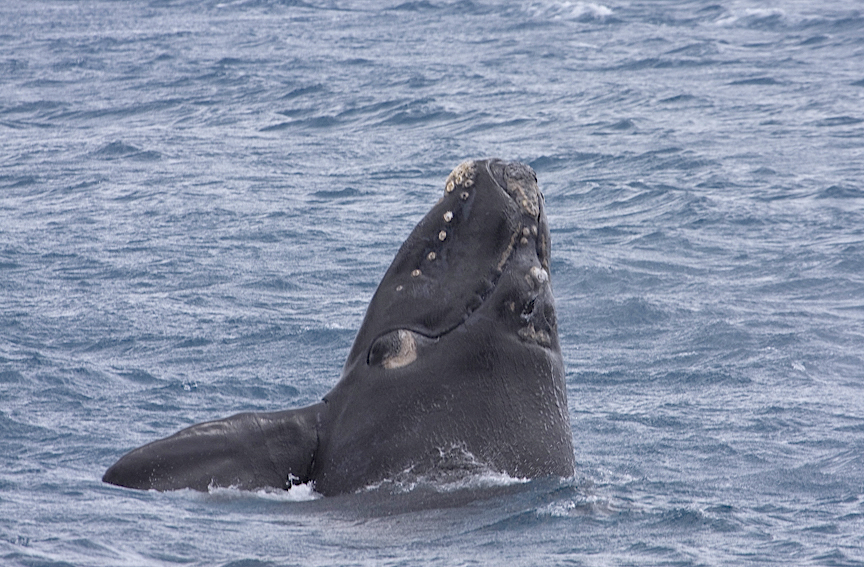
A baleia-franca-do-sul (Eubalaena australis) é uma espécie em perigo de baleia.

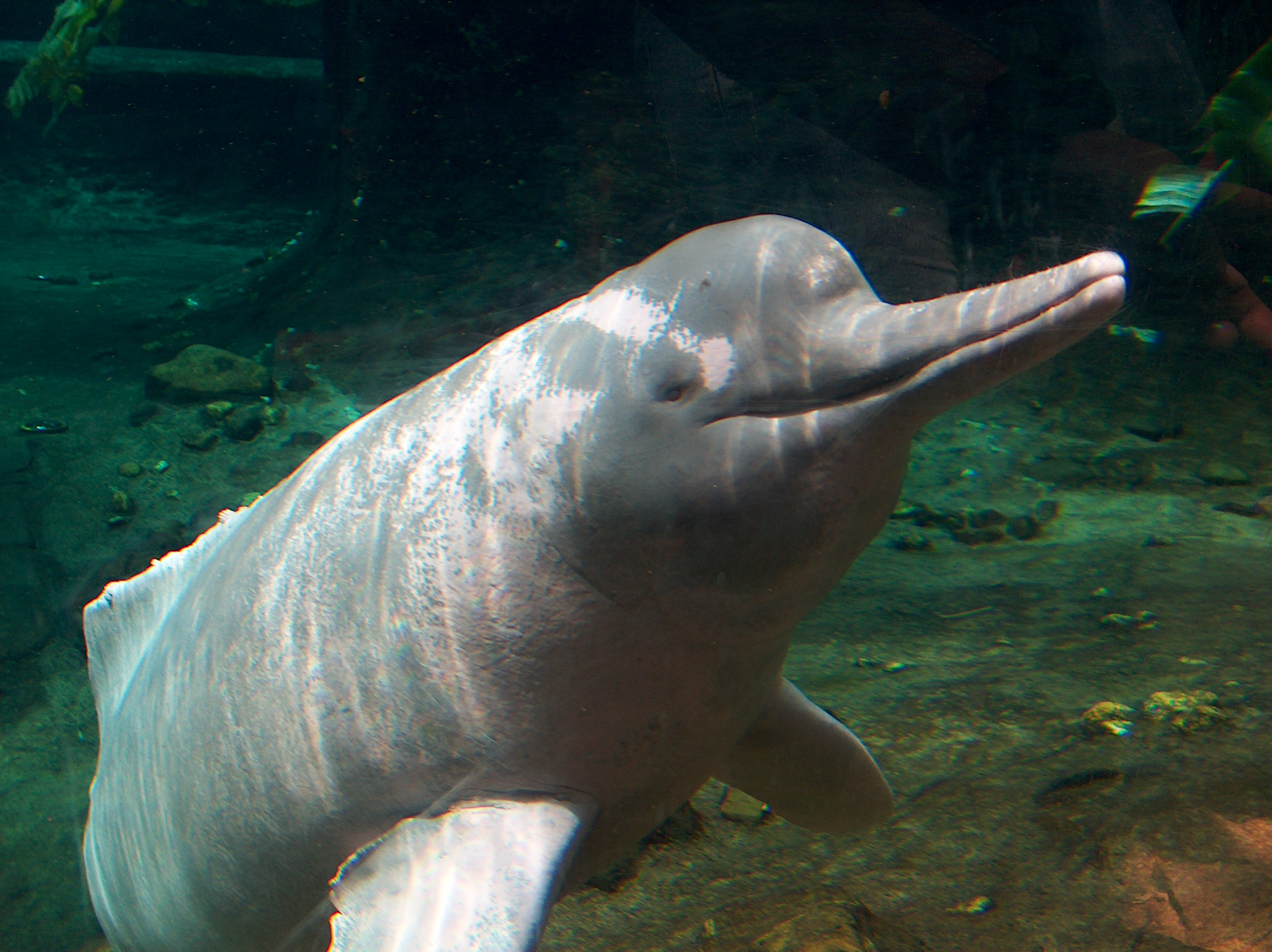
O boto-cor-de-rosa (Inia geoffrensis) é um cetáceo vulnerável da Bacia Amazônica.

- Eubalaena australis (baleia-franca-do-sul) LC IUCN - Estado ICMBio EN

Family Balaenopteridae (rorquais)
- Balaenoptera musculus (baleia-azul) EN IUCN - Estado ICMBio CR
- Balaenoptera physalus (baleia-fin) EN IUCN - Estado ICMBio EN
- Balaenoptera borealis (baleia-sei) EN IUCN - Estado ICMBio EN

Família Delphinidae (golfinhos)
- Sotalia guianensis  (boto-cinza) DD IUCN - Estado ICMBio VU

Família Iniidae (botos)
- Inia geoffrensis (boto-cor-de-rosa) DD IUCN - Estado ICMBio EN

Família Physeteridae (cachalotes)
- Physeter macrocephalus (cachalote) VU IUCN - Estado ICMBio VU

Família Pontoporiidae (toninhas)
- Pontoporia blainvillei (toninha) VU IUCN - Estado ICMBio CR

### OrdemSirenia(peixes-boi)
Família Trichechidae

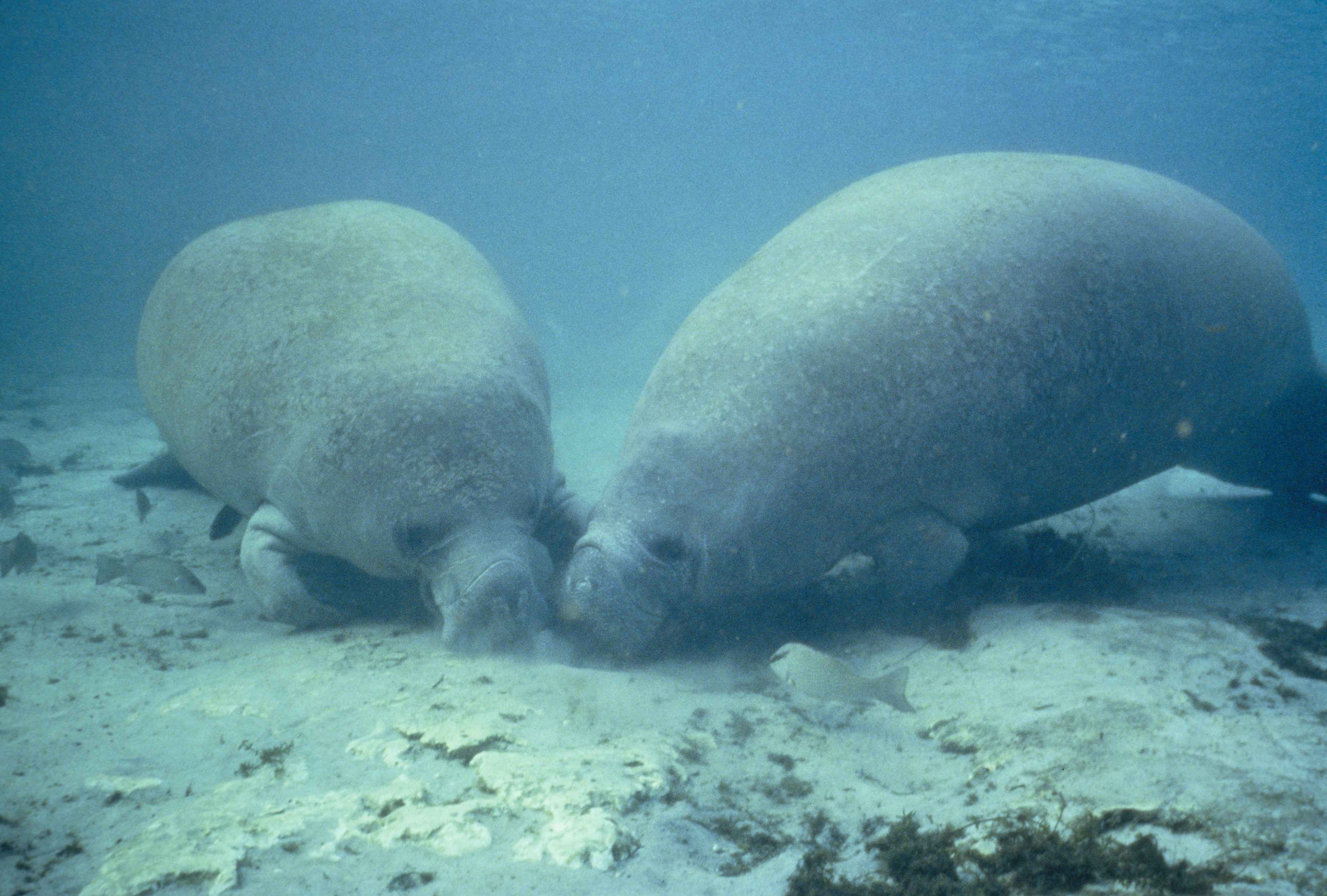
O peixe-boi-marinho (Trichechus manatus) encontra-se em situação crítica no Brasil.

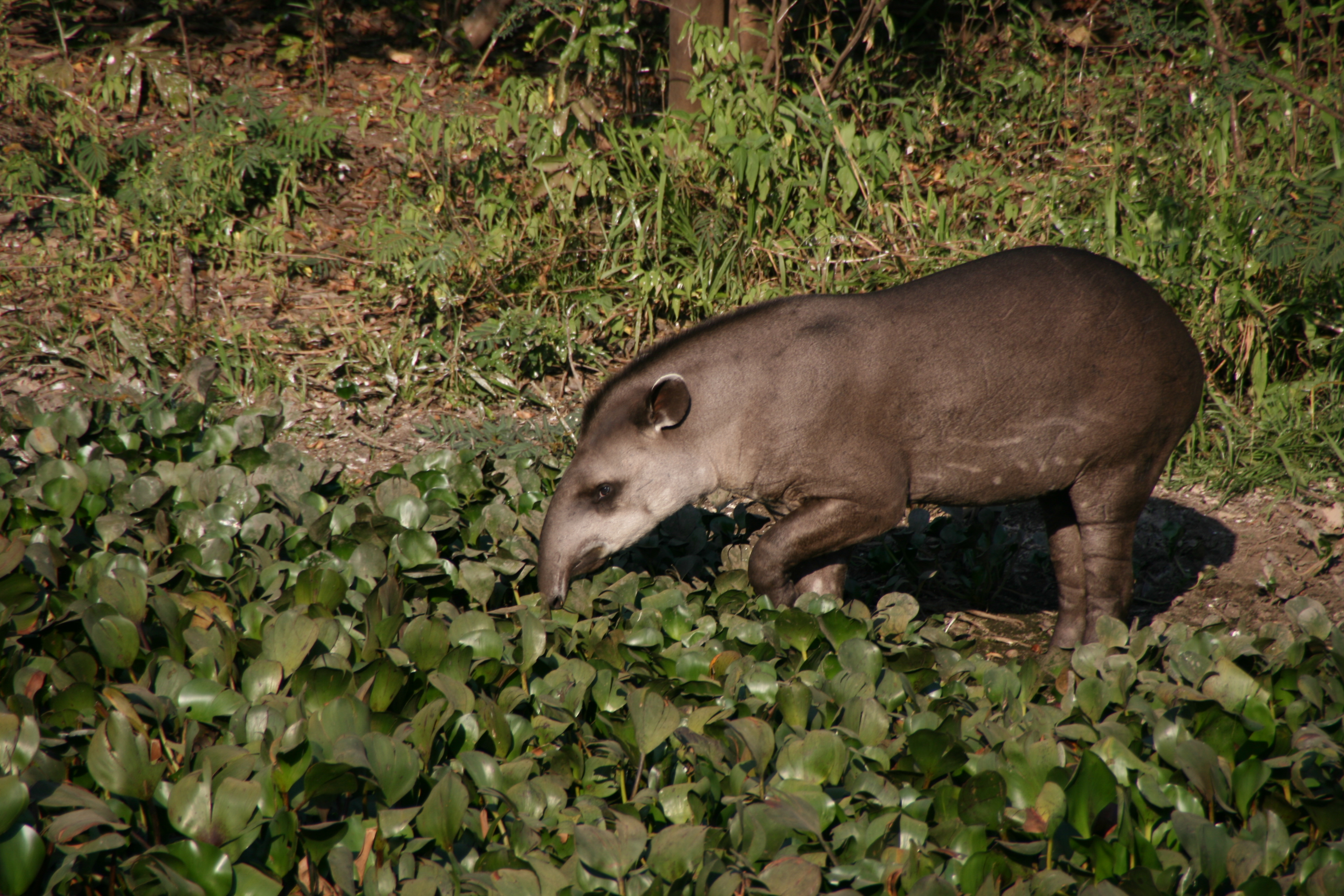
A anta (Tapirus terrestris) é o único perissodáctilo brasileiro e é uma espécie vulnerável.

- Trichechus inunguis (peixe-boi-da-amazônia) VU IUCN - Estado ICMBio VU
- Trichechus manatus (peixe-boi-marinho) VU IUCN - Estado ICMBio CR

### OrdemPerissodactyla(ungulados com dedos ímpares)
Família Tapiridae (antas)
- Tapirus terrestris (anta) VU IUCN - Estado ICMBio VU

### OrdemArtiodactyla(ungulados com dedos pares)
Família Cervidae (veados)

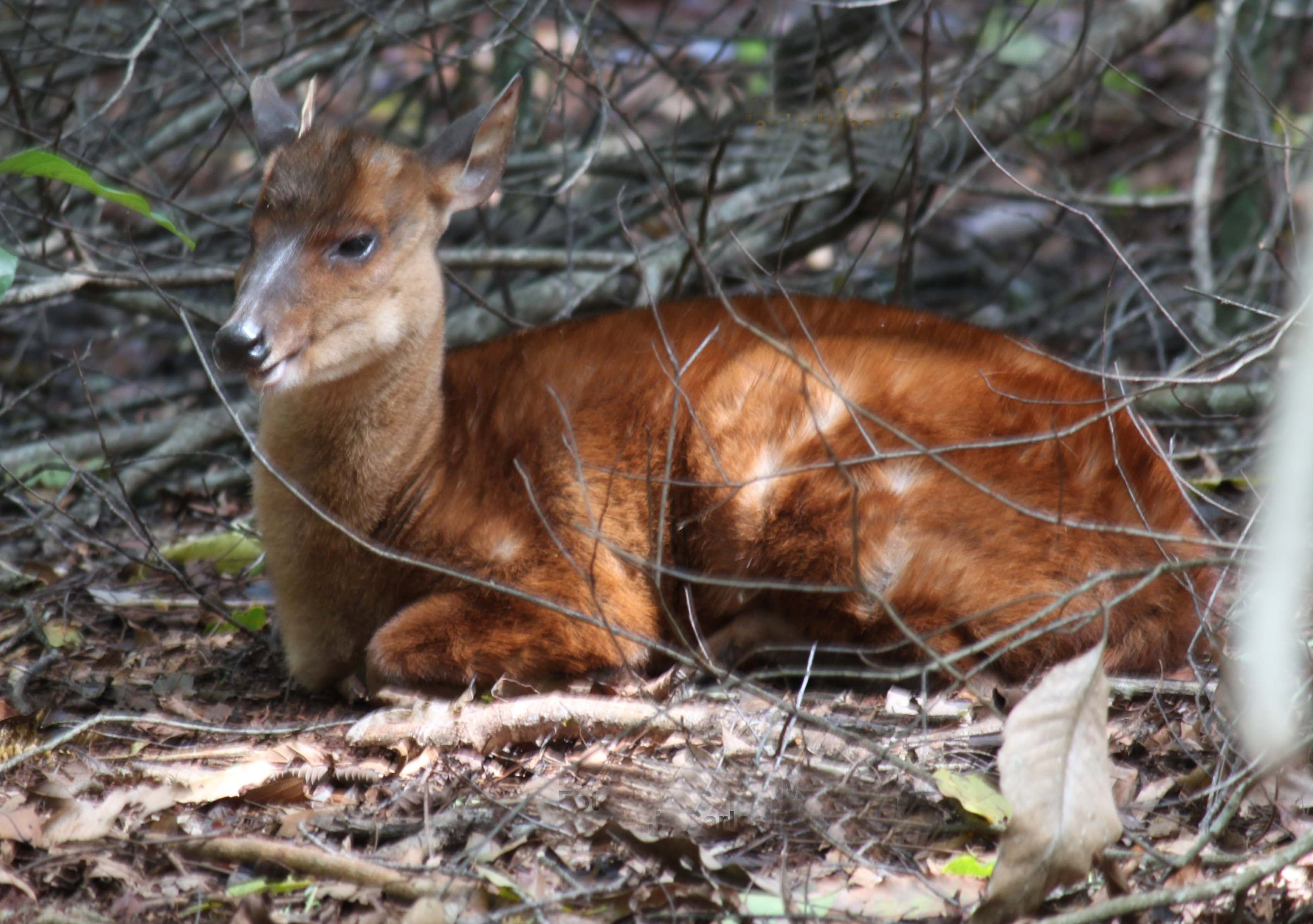
O veado-bororó-do-sul (Mazama nana) é uma espécie do sul do Brasil e encontra-se em situação crítica.

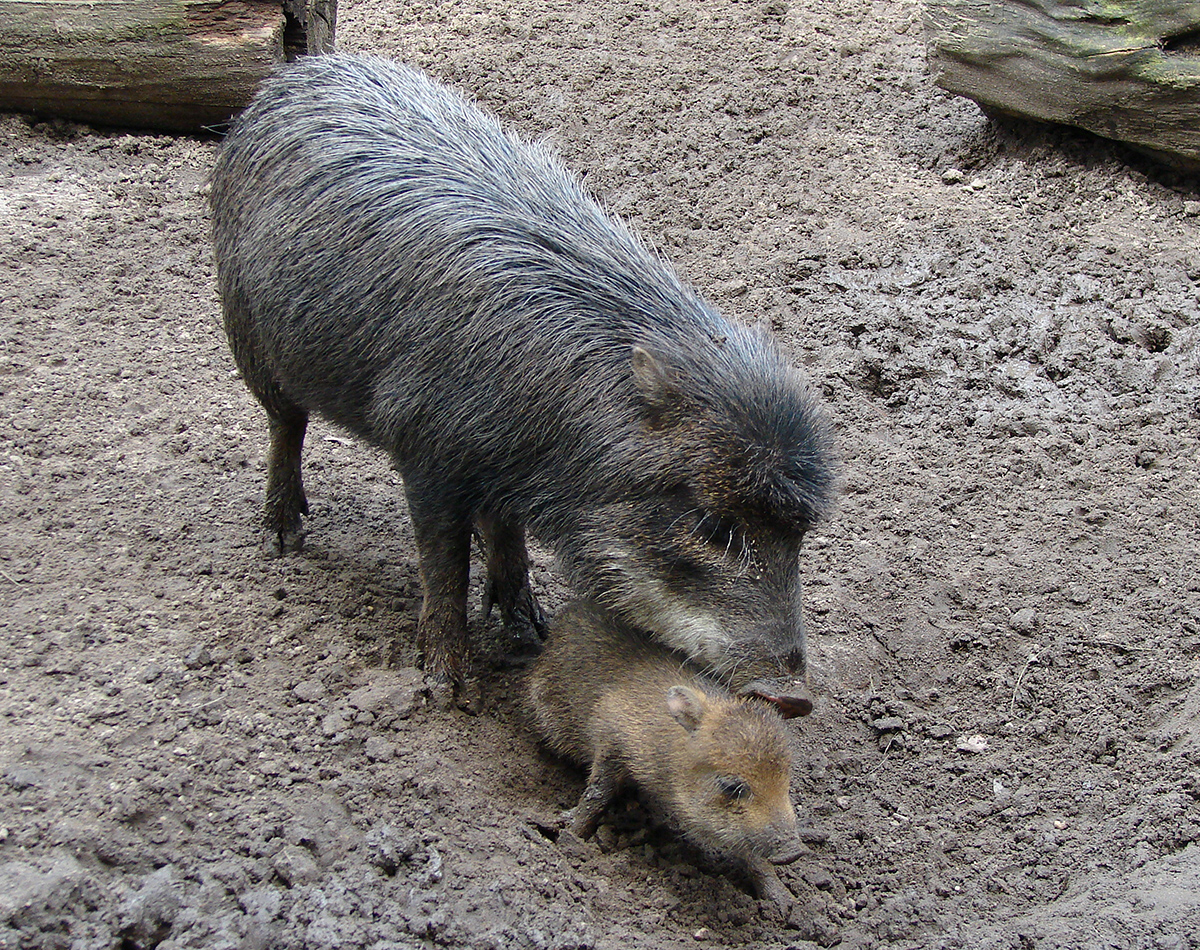
A queixada (Tayassu pecari) é espécie vulnerável de porco-do-mato.

- Blastocerus dichotomus (cervo-do-pantanal) VU IUCN - Estado ICMBio VU
- Mazama bororo (veado-bororó-de-são-paulo) VU IUCN - Estado ICMBio VU
- Mazama nana (veado-bororó-do-sul) VU IUCN - Estado ICMBio CR
- Ozotoceros bezoarticus bezoarticus (veado-campeiro) (NR) - Estado ICMBio VU
- Ozotoceros bezoarticus leucogaster (veado-campeiro) (NR) - Estado ICMBio VU

Família Tayassuidae (porcos-do-mato)
- Tayassu pecari (queixada) VU IUCN - Estado ICMBio VU

### OrdemRodentia(roedores)
Família Caviidae (preás e mocós)

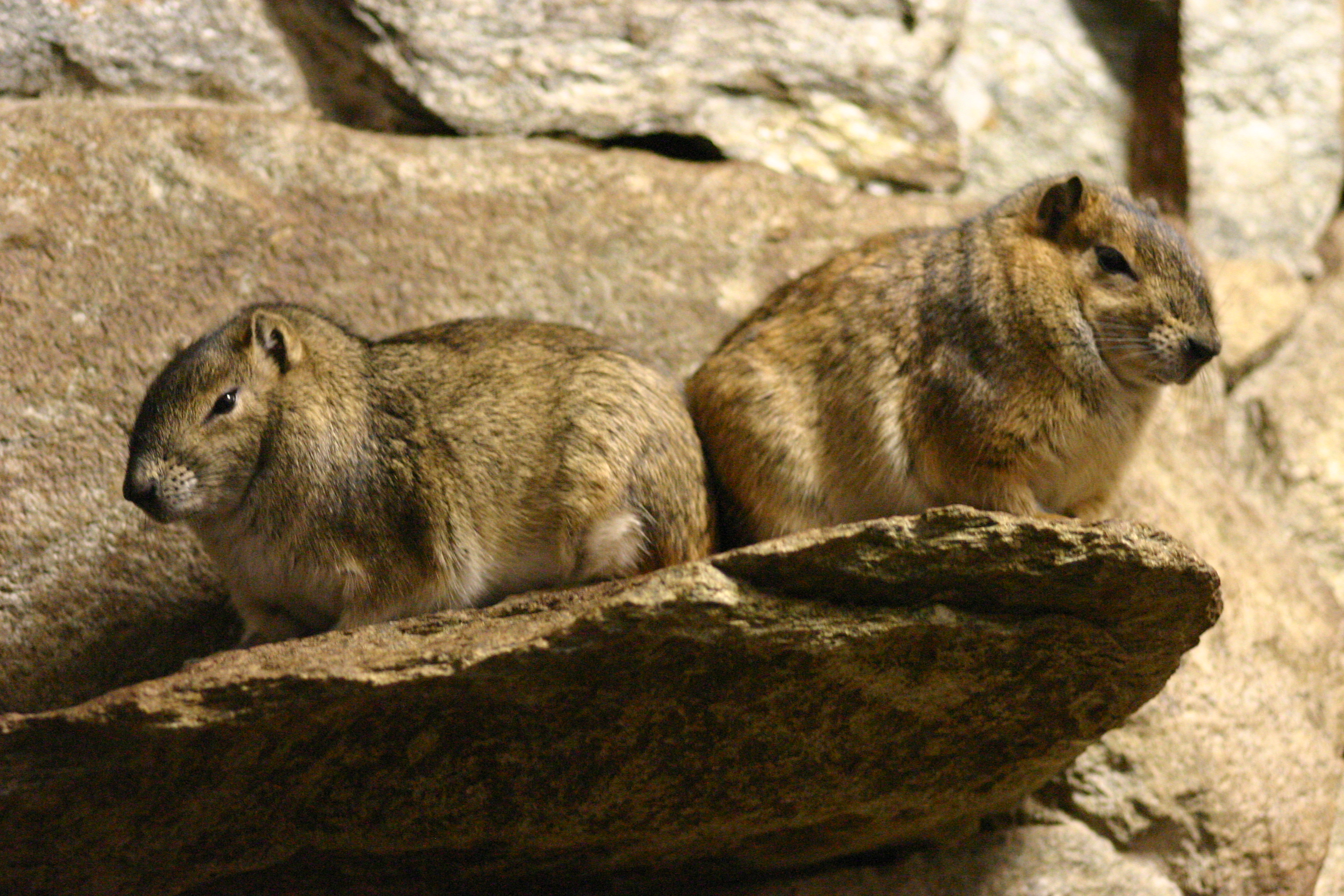
O mocó (Kerodon rupestris) é uma espécie vulnerável de roedor.

- Cavia intermedia (preá) CR IUCN - Estado ICMBio CR
- Kerodon acrobata (mocó) DD IUCN - Estado ICMBio VU
- Kerodon rupestris (mocó) LC IUCN - Estado ICMBio VU

Família Cricetidae (hamsters, ratos, camundongos)
- Akodon mystax (rato-do-chão) DD IUCN - Estado ICMBio VU
- Cerradomys goytaca (rato-do-chão) NE - Estado ICMBio EN
- Euryoryzomys lamia (rato-do-mato) EN IUCN - Estado ICMBio EN
- Gyldenstolpia planaltensis (rato-do-mato) NE - Estado ICMBio EN
- Juscelinomys candango (rato-candango) EX IUCN - Estado ICMBio CRPEx
- Microakodontomys transitorius (rato-do-mato) EN IUCN - Estado ICMBio EN
- Noronhomys vespuccii (rato-de-noronha) EX IUCN - Estado ICMBio EX
- Oligoryzomys rupestris (rato-da-árvore) DD IUCN - Estado ICMBio EN
- Rhipidomys cariri (rato-da-árvore) DD IUCN - Estado ICMBio VU
- Rhipidomys tribei (rato-da-árvore) NE - Estado ICMBio EN
- Thalpomys cerradensis (rato-do-chão) LC IUCN - Estado ICMBio VU
- Thalpomys lasiotis (rato-do-chão) LC IUCN - Estado ICMBio EN
- Wilfredomys oenax (rato-do-mato) EN IUCN - Estado ICMBio EN

Família Ctenomyidae (tuco-tucos)
- Ctenomys bicolor (tuco-tuco) NE - Estado ICMBio EN
- Ctenomys flamarioni (tuco-tuco) EN IUCN - Estado ICMBio VU
- Ctenomys lami (tuco-tuco) VU IUCN - Estado ICMBio EN
- Ctenomys minutus (tuco-tuco) DD IUCN - Estado ICMBio VU

Família Echimyidae (ratos-do-espinho e ratos-da-árvore)
- Callistomys pictus (rato-do-cacau) EN IUCN - Estado ICMBio EN
- Phyllomys lundi (rato-da-árvore) EN IUCN - Estado ICMBio EN
- Phyllomys unicolor (rato-da-árvore) CR IUCN - Estado ICMBio CR
- Phyllomys brasiliensis (rato-da-árvore) EN IUCN - Estado ICMBio EN
- Phyllomys thomasi (rato-da-árvore) EN IUCN - Estado ICMBio EN
- Trinomys eliasi (rato-do-espinho) EN IUCN - Estado ICMBio VU
- Trinomys moojeni (rato-do-espinho) EN IUCN - Estado ICMBio EN
- Trinomys mirapitanga (rato-do-espinho) DD IUCN - Estado ICMBio EN
- Trinomys yonenagae (rato-do-espinho) EN IUCN - Estado ICMBio EN

Família Erethizontidae (ouriços)
- Chaetomys subspinosus (ouriço-preto) VU IUCN - Estado ICMBio VU
- Coendou speratus (coandu-mirim) (NR) - Estado ICMBio EN

## Lista de mamíferos quase ameaçados - ICMBio e MMA (2014)
Além das espécies consideradas ameaçadas de extinção, existem espécies que apesar de não estarem ameaçadas nas condições atuais, elas podem se tornar ameaçadas caso não sejam tomadas medidas para sua preservação. São as espécies quase ameaçadas. A lista de 2003 constava com 14 espécies nessa categoria, mas ela aumentou para 23 espécies na lista atual. Algumas espécies nesta categoria eram consideradas como deficiente de dados, e outras como ameaçadas na lista anterior.

### OrdemDidelphimorphia(gambás)
Família Didelphidae

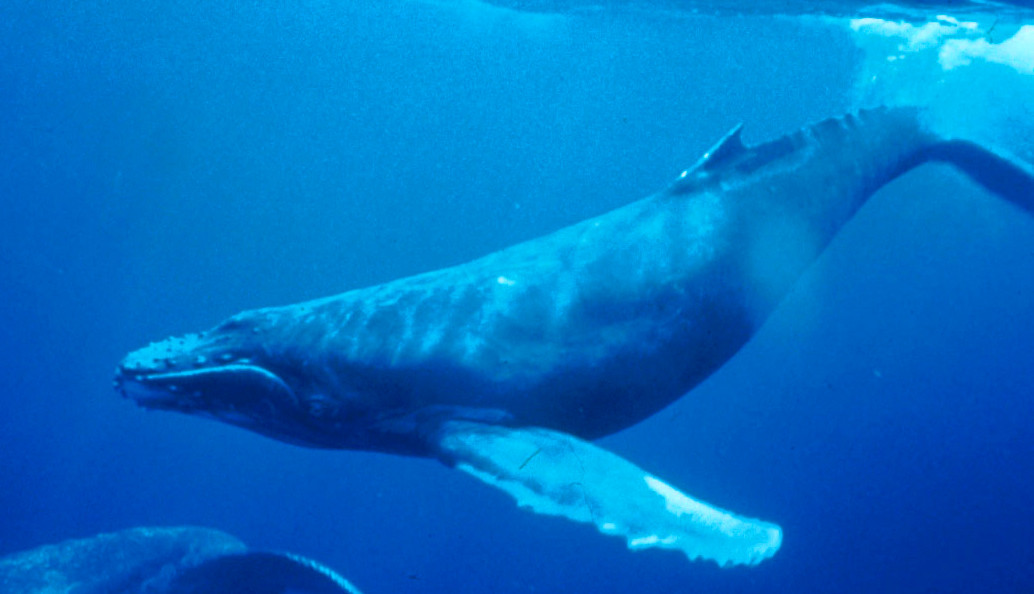
A baleia-jubarte (Megaptera novaeanglieae) era considerada ameaçada de extinção na lista antiga, mas atualmente é uma espécie quase ameaçada.

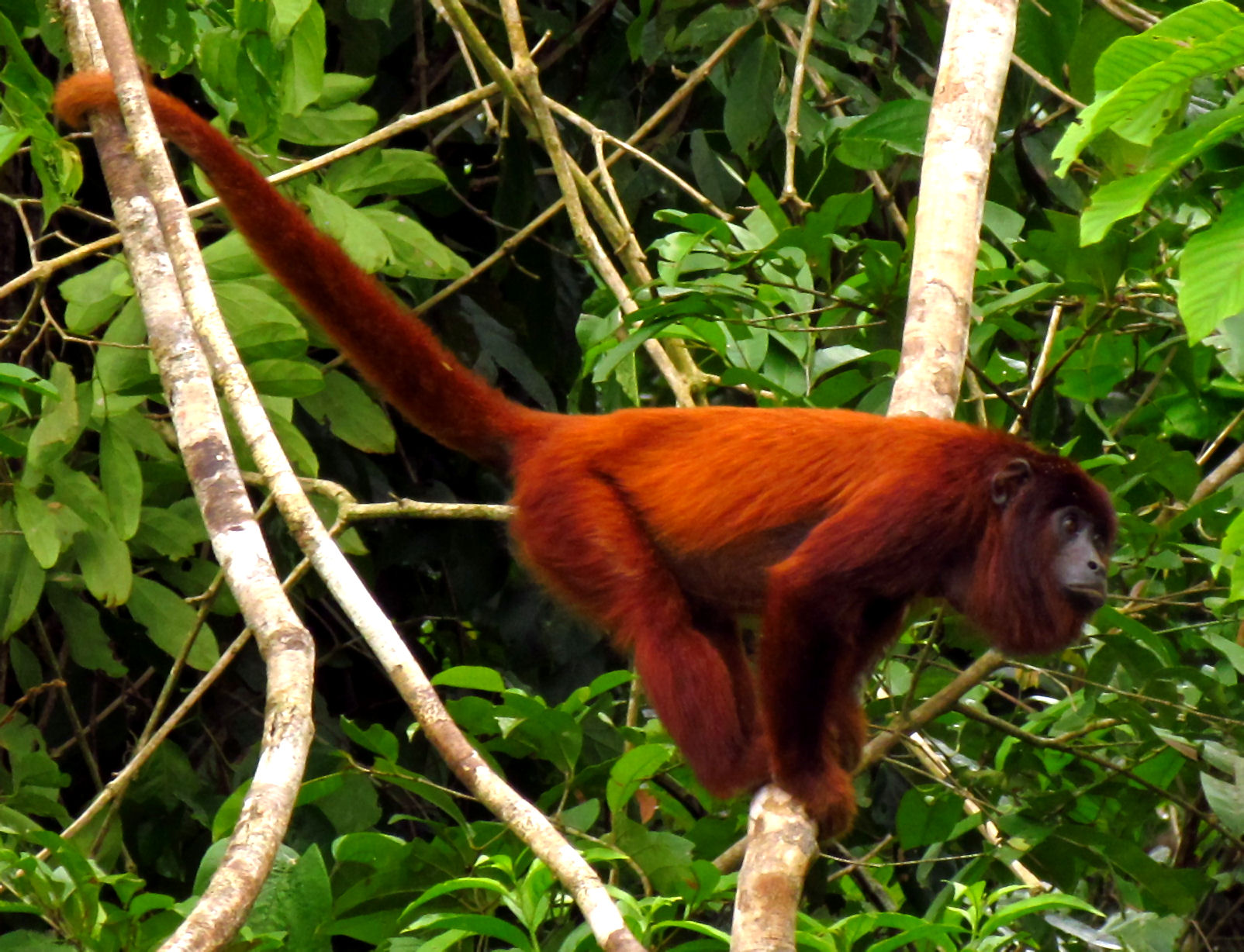
O bugio (Alouatta puruensis) é uma espécie quase ameaçada.

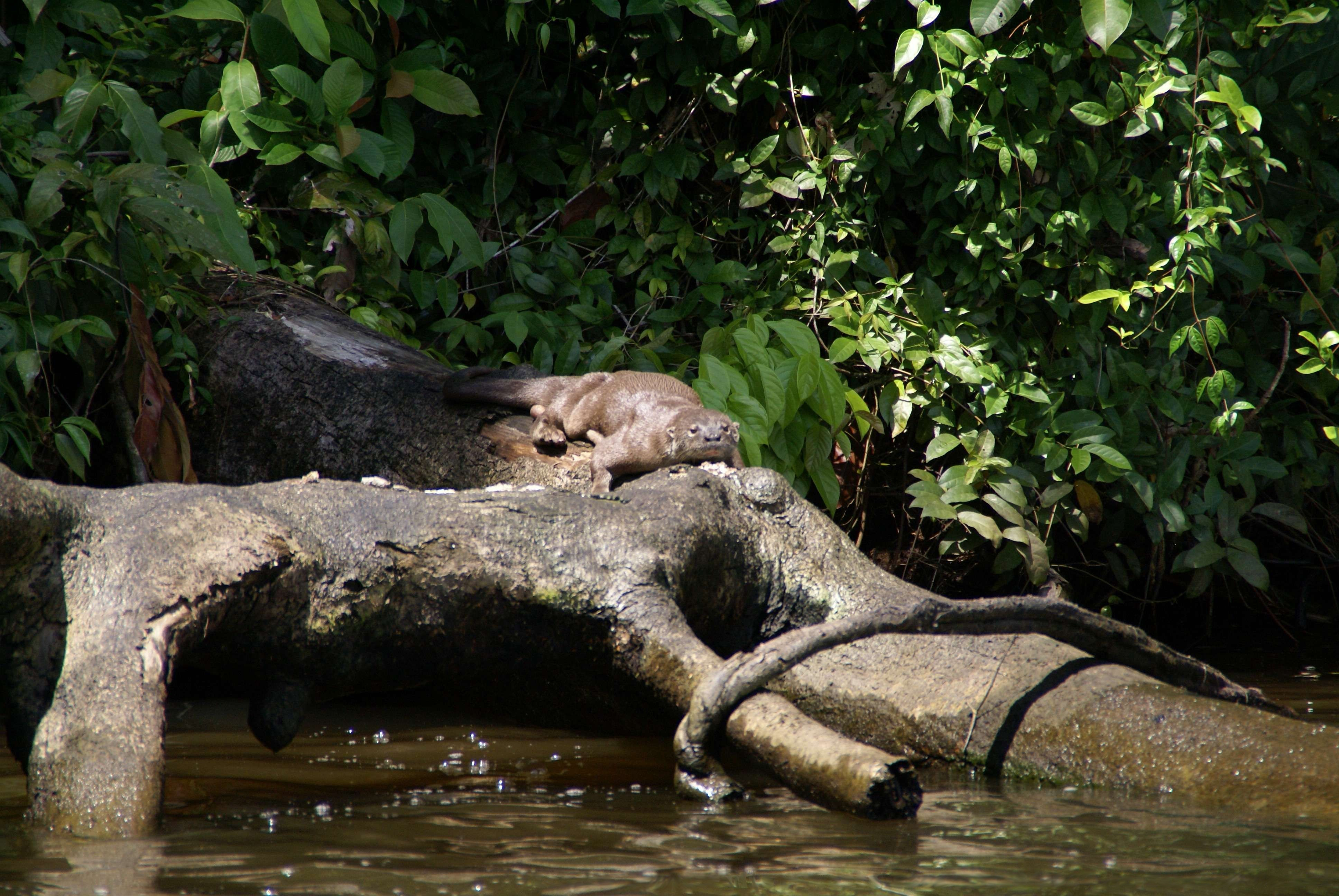
A lontra (Lontra longicaudis) é uma espécie quase ameaçada.

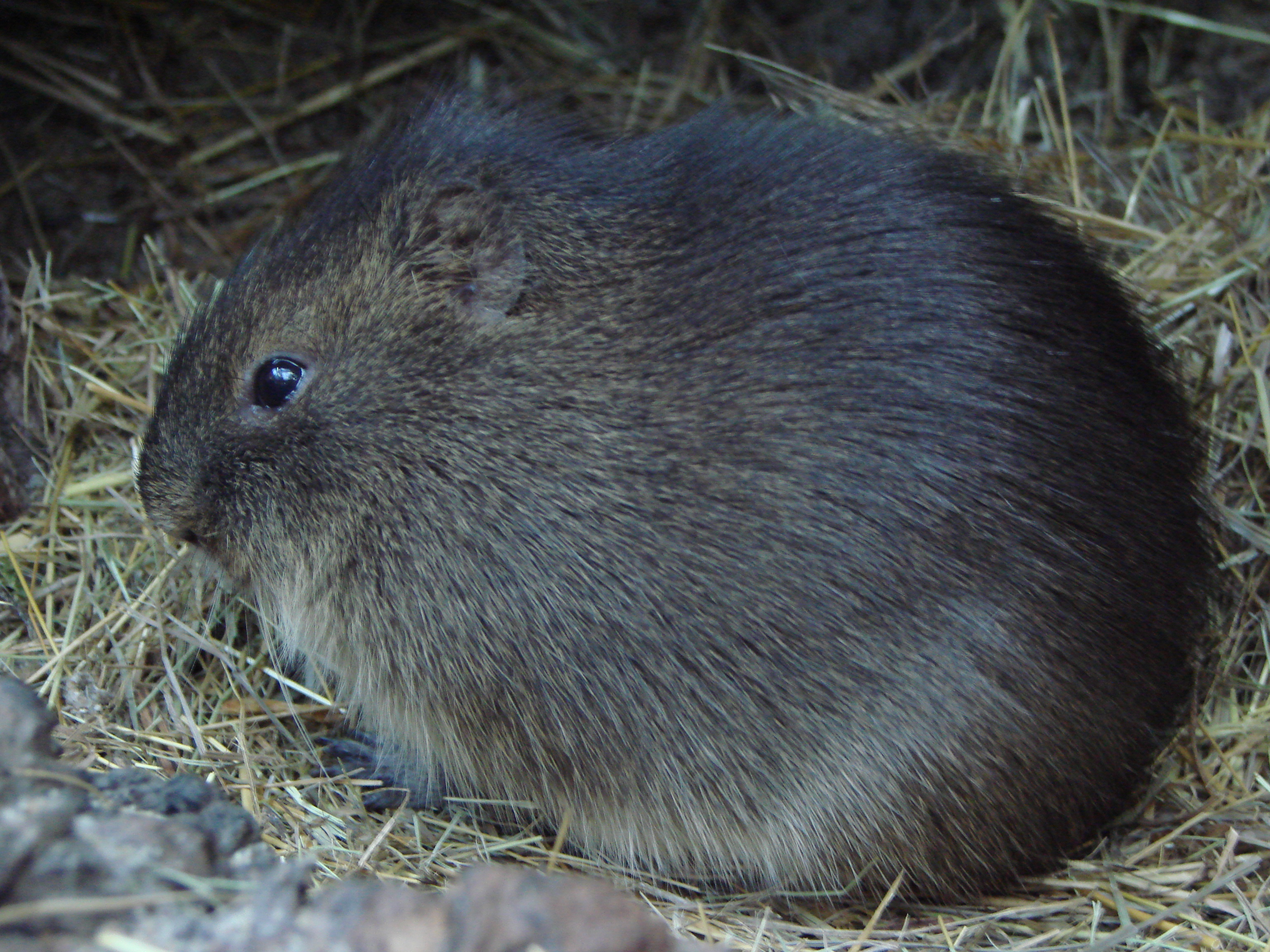
O preá (Cavia magna) é uma espécie quase ameaçada.

- Marmosops ocellatus (cuíca) LC IUCN
- Monodelphis iheringi (catita) DD IUCN

### OrdemCetacea(baleias, botos e golfinhos)
Família Balaenopteridae (baleias)
- Megaptera novaeangliae (baleia-jubarte) LC IUCN

Família Delphinidae (golfinhos)
- Sotalia fluviatilis (tucuxi) DD IUCN

### OrdemPrimates(macacos, saguis, bugios, micos-leões)
Família Atelidae (bugios, macacos-aranhas, muriquis)
- Alouatta caraya (bugio-preto) LC IUCN
- Alouatta puruensis (bugio) NE

Família Callitrichidae (saguis e micos-leões)
- Callithrix kuhlii (sagui-de-wied) NT IUCN
- Mico melanurus (sagui-do-cerrado) LC IUCN
- Saguinus martinsi martinsi (sauim) LC IUCN
- Saguinus martinsi ochraceus (sauim) LC IUCN

Família Cebidae (macacos-pregos, caiararas e micos-de-cheiro)
- Saimiri ustus (mico-de-cheiro) NT IUCN
- Sapajus libidinosus (macaco-prego) LC IUCN
- Sapajus nigritus cucullatus (macaco-prego) NE
- Sapajus nigritus nigritus (macaco-prego) NT IUCN

Família Pitheciidae (parauaçus, uacaris, cuxiús, guigós)
- Callicebus brunneus (zogue-zogue) LC IUCN
- Chiropotes albinasus (cuxiú-de-nariz-branco) EN IUCN

### OrdemCarnivora(felinos, caninos, lontras, guaxinins)
Família Mustelidae (lontras)
- Lontra longicaudis (lontra) NT IUCN

### OrdemChiroptera(morcegos)
Família Phyllostomidae
- Lonchophylla bokermanni (morcego) DD IUCN

### OrdemRodentia(roedores)
Família Caviidae (preás, porquinho-da-índia)
- Cavia magna (preá) LC IUCN

Família Cricetidae (hamsters, arganazes e ratos do Novo Mundo)
- Hyleaamys oniscus (rato-do-mato) VU IUCN
- Juliomys rimofrons (rato-do-mato) VU IUCN
- Oxymycterus caparoae (rato-do-mato) LC IUCN
- Reithrodon typicus (rato-do-mato) LC IUCN

Família Ctenomyidae (tuco-tucos)
- Ctenomys ibicuiensis (tuco-tuco) NE